# Viriacca viridis
Viriacca viridis är en insektsart som beskrevs av Sigfrid Ingrisch 1998. Viriacca viridis ingår i släktet Viriacca och familjen vårtbitare. Inga underarter finns listade i Catalogue of Life.